# Dragutin István szerb király
IV. Dragutin István (szerbül: Стефан Драгутин), (1252 – Szerémség, 1316. március 12.) szerb király 1276-tól 1282-ig, szerémségi király 1282-től haláláig. I. István Uroš szerb király és Ilona szerb királyné legidősebb fia.

## Élete
Fellázadt édesapja, I. István Uroš ellen, de trónra jutván hamar megbánta, amit édesapjával tett. Emellett lováról leesvén lábát kificamította, valamint a görögöktől is vereséget szenvedett. Ezek arra az elhatározásra bírták, hogy – kiskorú fia, Vladiszláv trónörökösödési jogának fenntartásával – lemondjon a koronáról öccse, István Milutin javára. Viszont megtartotta magának Szerémet és a macsói bánságot, és felvette a "szerémi király" címét. Később tettét megbánta és fivérét elűzte, majd megint lemondott öccse javára és – mint szerzetes – a Szerémségbe vonult vissza. Itt imádsággal, alamizsnálkodással, bűnbánattal és vezekléssel töltötte hátralévő napjait.

## Gyermekei
- Feleségétől, Árpád-házi Katalin (1256/57–1316 után) magyar királyi hercegnőtől, 3 gyermek:
  - Erzsébet (1270 körül–1331), férje Kotroman István (1242 körül–1314) bosnyák bán , 4 gyermek, többek közt:
    - Kotromanić István (–1353) bosnyák bán (II. István), felesége Piast Erzsébet (1302–1345) kujáviai hercegnő, 1 leány:
      - Kotromanić Erzsébet magyar királyné (1340 körül–1387), férje I. Lajos magyar király (1326–1382), 4 leány, többek közt:
        - Anjou Katalin (1370–1378)
        - Mária magyar királynő (1371–1395)
        - Hedvig lengyel királynő (1374–1399)

    - Kotromanić Ulászló (–1354), felesége Šubić Ilona bosnyák anyakirályné (–1378 körül), 4 gyermek, többek között:
      - Kotromanić Katalin (1336 körül–1396 körül), férje I. Hermann cillei gróf (1332/34–1385), 2 fiú, többek között:
        - Cillei Hermann (1360 körül–1435) horvát és szlavón bán, felesége Schaunbergi Anna (1358 körül–1396 körül), 6 gyermek, többek között:
          - Cillei Borbála magyar királyné (1392–1451), férje Zsigmond magyar király (1368–1437), 1 leány:
            - Luxemburgi Erzsébet magyar királyné (1409–1442), férje Albert magyar király (1397–1439), 4 gyermek

      - I. Tvrtko bosnyák király (1338 körül–1391), felesége Sisman Dorottya (1355 körül–1382/1390) bolgár királyi hercegnő, 1 fiú+1 természetes fiú, többek közt:
        - II. Tvrtko bosnyák király (1382 előtt–1443)

  - Ulászló (1280–1324) szerémi és macsói bán, címzetes szerb király (II. István Ulászló)
  - Uroš, szerzetes